# MAS (Motoscafo Armato Silurante)

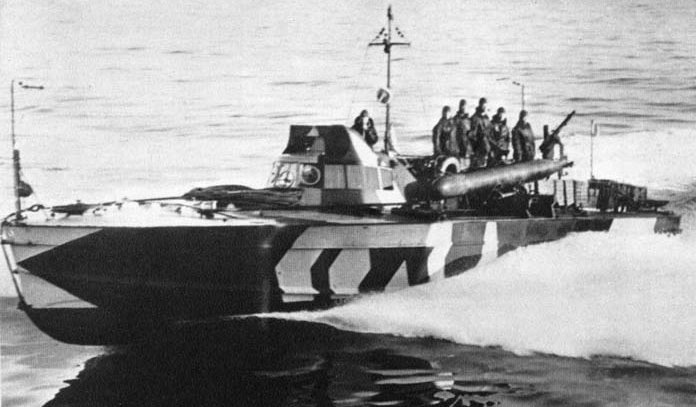
Una MAS camuflada de la Segunda Guerra Mundial en el Mediterráneo.

La Motoscafo Armato Silurante (Lancha Torpedera Armada, en italiano), usualmente abreviada MAS, era una clase de veloces lanchas torpederas empleadas por la Regia Marina italiana durante la Primera Guerra Mundial y la Segunda Guerra Mundial. Originalmente, "MAS" era el acrónimo de Motobarca Armata SVAN (Lancha Armada SVAN), siendo SVAN el acrónimo de Società Veneziana Automobili Navali (Sociedad Veneciana de Automóviles Navales).
Dependiendo del modelo, las MAS eran básicamente lanchas motoras de entre 20 y 30 toneladas de desplazamiento, una tripulación de 10 hombres y armadas con dos torpedos, además de varias ametralladoras y en ocasiones un cañón de pequeño calibre.
MAS también es el acrónimo de Mezzi d'Assalto (Vehículos de Asalto) en el nombre de la unidad Flottiglia MAS (Flotilla de Vehículos de Asalto), siendo la más famosa de ellas la Decima MAS de la Segunda Guerra Mundial.

## Primera Guerra Mundial
Las MAS fueron ampliamente utilizadas por la Regia Marina durante la Primera Guerra Mundial. Los modelos empleados eran directamente derivados de lanchas compactas civiles, equipadas con motores a gasolina que eran compactos y fiables (características poco usuales en la época). No solo fueron empleadas como patrulleras antisubmarino, sino también en audaces ataques contra los principales navíos de la Armada austrohúngara.
Un importante ataque tuvo lugar en diciembre de 1917, cuando una MAS logró hundir el acorazado pre-dreadnought SMS Wien cerca del puerto de Trieste. La acción más destacable de las MAS fue el hundimiento del acorazado SMS Szent István cerca de Pula el 10 de junio de 1918, cuando la lancha al mando de Luigi Rizzo le lanzó sus dos torpedos. Las MAS tomaron parte en la Segunda Batalla de Durazzo en octubre de 1918.

## Guerra civil española
Durante la guerra civil española, cuatro unidades fueron transferidas por Italia a la armada del bando sublevado en 1937. Estas fueron: Sicilia (LT-18), ex MAS 100;  Nápoles (LT-19), ex MAS 223; Cándido Pérez (LT-16), ex MAS 435 y Javier Quiroga (LT-17), ex MAS 436.

## Segunda Guerra Mundial
Las lanchas MAS continuaron siendo mejoradas después de la Primera Guerra Mundial, gracias a la disponibilidad de motores Isotta Fraschini. La MAS de la Segunda Guerra Mundial tenía una velocidad máxima de 45 nudos, dos torpedos de 450 mm y una ametralladora para defensa antiaérea. En 1940 estaban disponibles 48 unidades Clase MAS500. Las unidades más viejas fueron empleadas en frentes secundarios, como el del África Oriental Italiana. 
Entre otras acciones notables efectuadas por las MAS está el torpedeo del crucero ligero Clase C HMS Capetown, efectuado por la MAS 213 de la 21.ª Escuadra MAS que accionaba con la Flotilla del Mar Rojo cerca de Massawa, Eritrea, así como el fallido ataque al puerto de Malta en enero de 1941, donde se perdieron dos lanchas y una fue recuperada por los británicos. Cinco MAS fueron hundidas en Massawa en la primera semana de abril de 1941, como parte del plan italiano para sabotear el puerto de Massawa ante el avance británico. Las MAS 204, 206, 210, 213 y 216 fueron hundidas en el puerto; cuatro de ellas necesitaban reparaciones y no podían ser evacuadas. El 24 de julio de 1941, la MA  532 torpedeó y dañó al transporte de tropas Sydney Star, que logró llegar a Malta apoyado por el destructor HMAS Nestor. Las MAS 553, 554 y 557 también hundieron tres cargueros aliados durante la Operación Pedestal, totalizando 28 500 t. El 29 de agosto de 1942 la MTSM, un tipo más pequeño de lancha MAS, torpedeó y puso fuera de combate por el resto de la guerra al destructor británico HMS Eridge cerca de El Daba, Egipto.
A pedido de Alemania, una flotilla de MAS sirvió en el Mar Negro como refuerzo a su planeado ataque contra Sebastopol en junio de 1942. La escuadra MAS estuvo bajo un intenso ataque por parte de cazabombarderos y lanchas torpederas soviéticas, pero tuvo un buen desempeño. Hundieron al barco de vapor Abkhazia de 5000 t y dañaron al transporte de tropas Fabritius de 10 000 t, que fue rematado por bombarderos en picado Junkers Ju 87. Las lanchas MAS destruyeron lanchones de desembarco y dañaron buques de guerra soviéticos. Un capitán de MAS murió en combate. Una MAS fue destruida y tres fueron dañadas por cazabombarderos durante un gran ataque contra Yalta. Fuentes italianas afirman que en las primeras horas del 3 de agosto de 1942, tres lanchas MAS torpedearon y pusieron fuera de combate al crucero Clase Kírov Mólotov al suroeste de Kerch. Otra flotilla de cuatro MAS, la XII Squadriglia MAS, fue desplegada en el Lago Ladoga en abril de 1942 para apoyar el Sitio de Leningrado. Esta unidad afirma haber hundido un cañonero soviético Clase Bira, un carguero de 1300 t y varias barcazas.
La obsolescencia de la pequeña MAS se hizo patente durante la guerra, siendo reemplazadas por lanchas yugoslavas más grandes Schnellboot fabricadas en Alemania y copias locales de estas (clasificadas como "MS" - Moto Siluranti por la Regia Marina).
En la Segunda Guerra Mundial, la Regia Marina desarrolló un tipo de navío antisubmarino basado en la MAS. Esta era la Vedetta Anti Sommergibile (Lancha Antisubmarino), o VAS, equipada con una buena cantidad de armas antisubmarino para su pequeño tamaño.

## Legado cultural

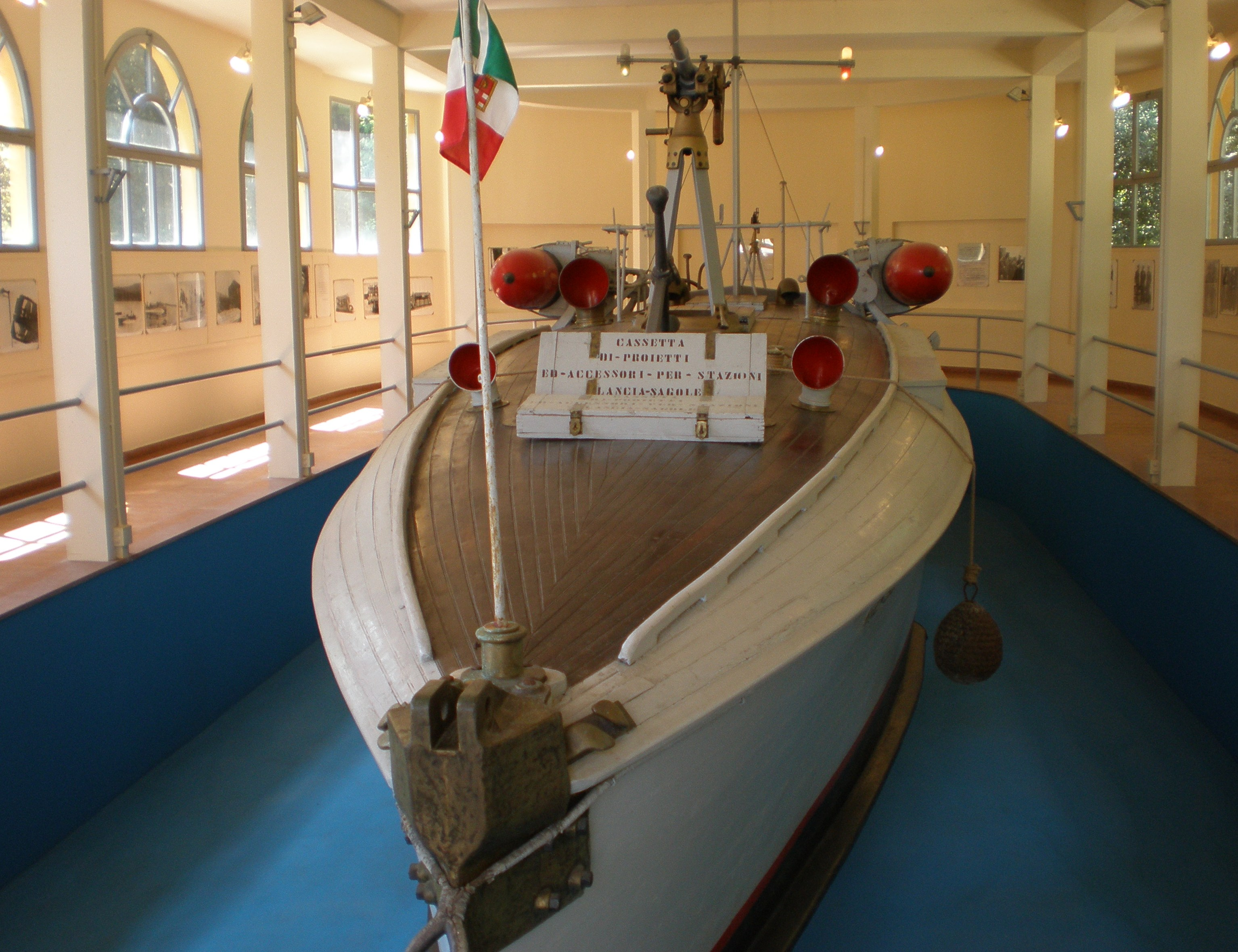
MAS 96, en el Vittoriale degli italiani.

El poeta italiano Gabriele d'Annunzio, que utilizó una MAS en algunas de sus correrías de la Primera Guerra Mundial, empleaba el acrónimo MAS para su lema en Latín: Memento Audere Semper (Recuerda siempre osar).

### Buques similares
Aliados
•  PT Boat
•  Motor Torpedo Boat
•  Clase G-5
Eje
•  Schnellboot